# Доходный дом С. М. Киракозова
«Доходный дом С. М. Киракозова»— памятник архитектуры и градостроительства во Владикавказе, Северная Осетия. Выявленный объект культурного наследия России и культурного наследия Северной Осетии. С 2022 года — объект культурного наследия регионального значения. Находится в исторической части города на пересечении проспекта Мира, д. 42 и улицы Джанаева, д. 19.

## История
Здание построено в 1885 году на углу Александровского проспекта и Базарной улицы собственником купцом 1-й гильдии Сергеем Марковичем Каракозовым, который неоднократно избирался гласным Городской думы. Здание предназначалось для сдачи в наём квартир. На первом этаже со стороны Александровского проспекта располагались торговые помещения. На втором этаже находились квартиры, вход в которые располагался со стороны Базарной улицы. По всему фронту здания со стороны Александровского проспекта и Базарной улицы находился освещённый подвал для складских помещений.
На Александровском проспекте на пересечении со Слепцовской улицей в доме № 45 находился дом однофамильца Сергея Марковича Киракозова под названием «Доходный дом Артёма Григорьевича Киракозова».
Согласно владикавказскому краеведу Ф. С. Кирееву, дом площадью 361 кв. метров принадлежал Абело Яралову, после смерти которого права на собственность перешли его сыну Саркису. В доме находился табачный магазин М. М. Пивоварова и в подвалах — винный погреб И. К. Тер-Арутинова.
29 июня 2022 года началось общественное обсуждение о внесении здания в Единый государственный реестр объектов культурного наследия.